# 뮤 (음악 그룹)
뮤(Mue)는 1990년대 중반에 활동한 대한민국의 혼성 댄스 가수 그룹인데 이아현이 원년멤버 물망에 한때 거론됐으나 배우로 오면서 김준희가 대타로 들어갔으며 1집 멤버였던 양혁의 군 입대 외에도 또다른 원년멤버 김나나도 개인사정 때문에 팀을 떠나자 2집에서는 이창석이 새 멤버로 들어왔지만 이창석을 비롯한 남자 멤버들의 군 입대 등 여러 가지 이유 때문에 팀이 해체됐다.
- 멤버: 유영채, 이지훈, 김준희, 양혁(1집), 김나나(1집), 이창석(2집, 군 입대로 팀을 떠난 원년 멤버 양혁의 후임)[4]

## 대표곡
| 연도 | 제목             |
| ---- | ---------------- |
| 1994 | 새로운 느낌      |
| 1995 | 너와 함께한 시간 |